# Candelariaceae
Candelariales es una familia de hongos formadores de líquenes del orden Candelariales. Contiene cuatro géneros y unas 65 especies. La familia fue circunscrita por el liquenólogo finlandés Rainar Hakulinen en 1954 para contener el género tipo: Candelaria.

## Géneros
- Candelaria A.Massal. (1852) – 7 spp.
- Candelariella Müll.Arg. (1894) – ca. 50 spp.
- Candelina Poelt (1974) – 3 spp.
- Candelinella S.Y.Kondr. (2020) – 2 spp.
- Opeltiella S.Y.Kondr. (2020) – 4 spp.
- Placomaronea Räsänen (1944) – 6 spp.
- Protocandelariella Poelt, D.Liu, Hur & S.Y.Kondr. (2020) – 2 spp.

## Referencias

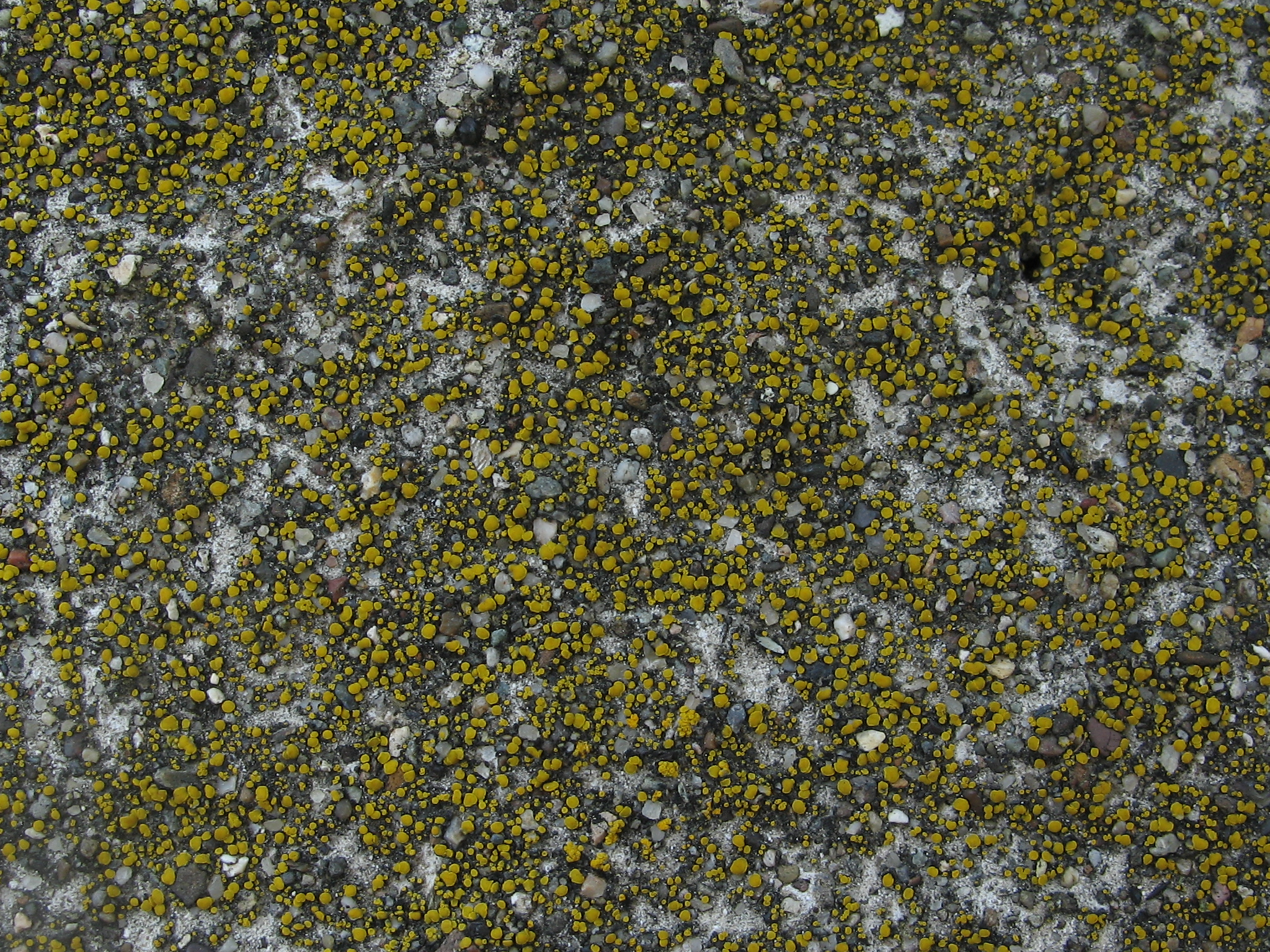
Candelariella aurella, sobre un antiguo puente al norte de Solano Park Circle, Davis, California, Estados Unidos.